# Maria Maunsbach
Sara Jenny Maria Maunsbach (uttal [ˈma͡unsbax]), född 8 januari 1990 i Höör, är en svensk författare, kulturskribent, dramatiker och före detta radioprogramledare.
Maria Maunsbach växte upp i Höör och bor idag i Malmö. Hon har studerat på skrivarlinjen på Fridhems folkhögskola i Svalöv. Hon har varit lärare i magdans och var 2015–2017 programledare på Sveriges Radio P3. Hon debuterade 2018 med den skönlitterära boken Bara ha roligt.
Hennes senaste publicerade roman Lucky Lada och jag har sålt i över 20000 exemplar.